# Мейнстрім (фільм)
Мейнстрім — американський драматично-комедійний фільм 2020 року; режисер Джіа Коппола. Сценаристи Джіа Коппола й Том Стюарт; продюсери Фред Бергер і Джіа Коппола. Світова прем'єра відбулася 5 вересня 2020 року; а прем'єра в Україні — 17 червня 2021-го.

## Зміст
Френкі животіє на ненависній роботі у барі та мріє про славу — як і більшість жителів Лос-Анджелеса.
Одного разу з волі випадку на вулиці вона знімає на свій телефон дивакуватого Лінка; це відео стає дуже успішним в «ютубі».
Із групою підтримки Френкі робить з Лінка популярного бунтаря-революціонера — зі своїм шоу.

## Знімались
- Ендрю Гарфілд — Лінк
- Майя Гоук — Френкі
- Нет Волф — Джейк
- Коллін Кемп — Джуді
- Маршалл Белл — Марті
- Джефері Леві — власник будинку
- Хуанпа Зуріта — Хуанпа
- Джейсон Шварцман — Марк Шварц
- Тревор Вайт — Бен
- Кейсі Фрей — Мартін з Темекули
- Чарльз Мелтон — Чарльз Мелтон